# Districte de Tornon
El Districte de Tornon és un dels tres districtes del departament de l'Ardecha, a la regió d'Alvèrnia-Roine-Alps. Té 12 cantons i 126 municipis. El cap del districte és la sotsprefectura de Tornon.

## Cantons
- cantó d'Anonai Nord
- cantó d'Anonai Sud
- cantó de La Mastra
- cantó de Lo Chailar
- cantó de Sant Agreve
- cantó de Sant Farciau
- cantó de Sant Martin de Valamàs
- cantó de Sant Pèire d'Ai
- cantó de Satilhau
- cantó de Serrières
- cantó de Tornon
- cantó de Vernons